# Список авиационных потерь сил коалиции в Иракской войне

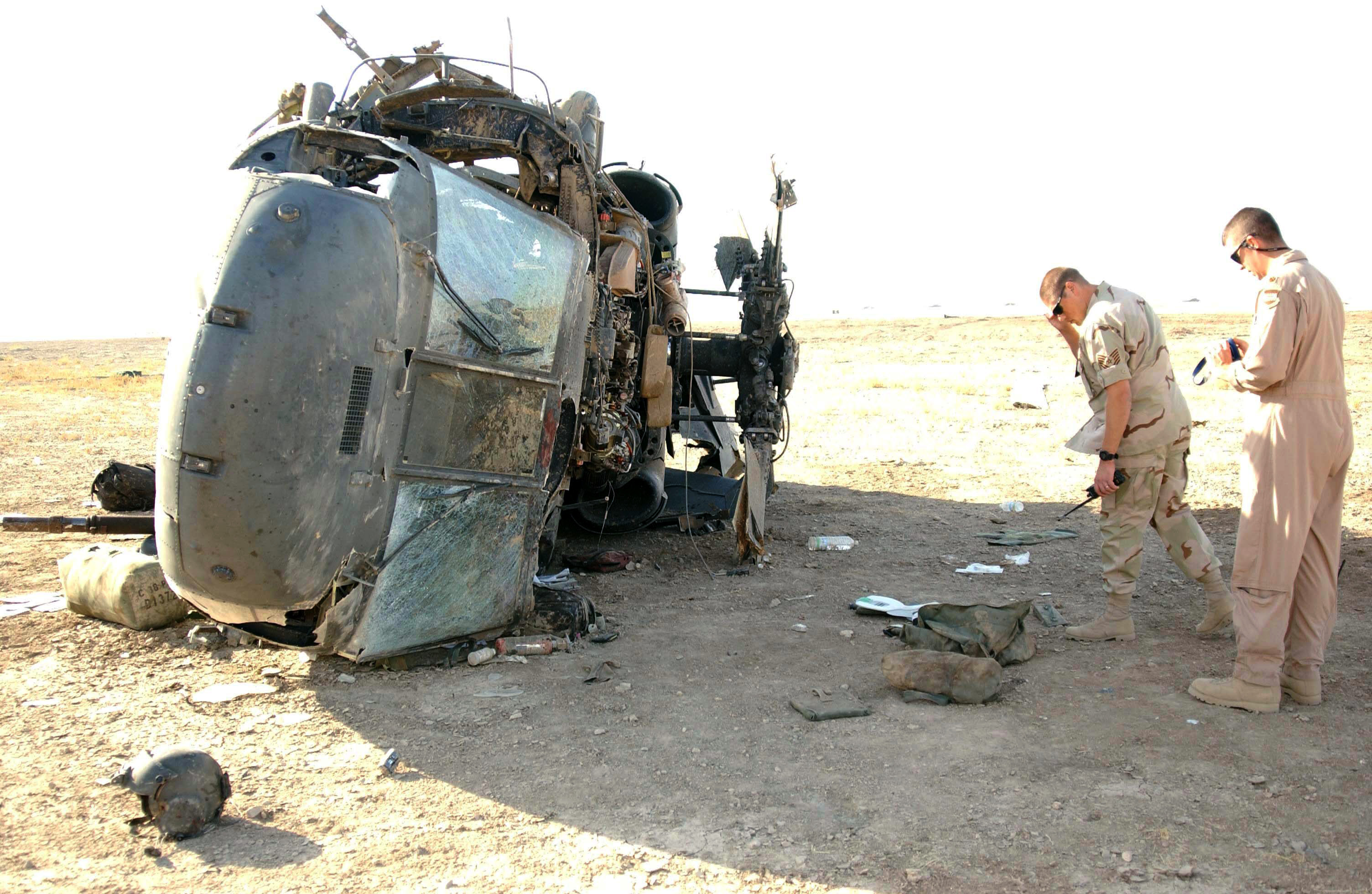
UH-60, потерпевший аварию 21 сентября 2004 года

В данном списке перечислены самолёты и вертолёты международной коалиции, потерянные или повреждённый в ходе Иракской войны. Список составлен по материалам открытых источников и не претендует на полноту.

## Вертолёты

### 2003
- 20 марта 2003 — MH-53M «Пэйв Лоу III» (сер. номер 67-14993, 20-я эскадрилья специальных операций ВВС США). Потерпел аварию в южной части Ирака при выполнении специального задания. Уничтожен для предотвращения попадания в руки противника.
- 21 марта 2003 — CH-46E «Си Найт» (номер 152579, 268-я эскадрилья средних вертолётов Корпуса морской пехоты США). Потерпел катастрофу в Кувейте по техническим причинам. Погибли 4 члена экипажа и 8 британских морских пехотинцев.
- 22 марта 2003 — два ASaC.Mk.7 «Си Кинг» (сер. номера XV650 и XV704, 849-я эскадрилья Королевских ВМС Великобритании). Столкнулись в воздухе над Персидским заливом. Погибли 6 членов экипажей и 1 американский офицер.
- 23 марта 2003 — AH-64D «Апач» (сер. номер 99-5135[1], рота C 1-го батальона 227-го авиационного полка Армии США). Подбит огнём противника во время налёта на позиции Республиканской Гвардии и совершил вынужденную посадку в районе Кербелы. Предположительно уничтожен для предотвращения попадания в руки противника. Оба члена экипажа попали в плен. Существует «городская легенда», согласно которой этот вертолёт был сбит иракским крестьянином из винтовки.
- 26 марта 2003 — UH-1N «Хьюи» (номер 160444, 269-я эскадрилья лёгких ударных вертолётов Корпуса морской пехоты США). Совершил жёстую посадку во время песчаной бури и списан. Пострадавших нет.
- 30 марта 2003 — UH-1N «Хьюи» (номер 160620, 169-я эскадрилья лёгких ударных вертолётов Корпуса морской пехоты США). Потерпел катастрофу в южной части Ирака. 3 человека погибли.
- 2 апреля 2003 — UH-60A «Блэк Хок» (сер. номер 94-26557, рота B 2-го батальона 3-го авиационного полка Армии США). Сбит огнём с земли в районе Кербелы (по другим данным, разбился из-за потери экипажем ориентации в ночном полёте). Погибло 7 человек и 4 ранено.

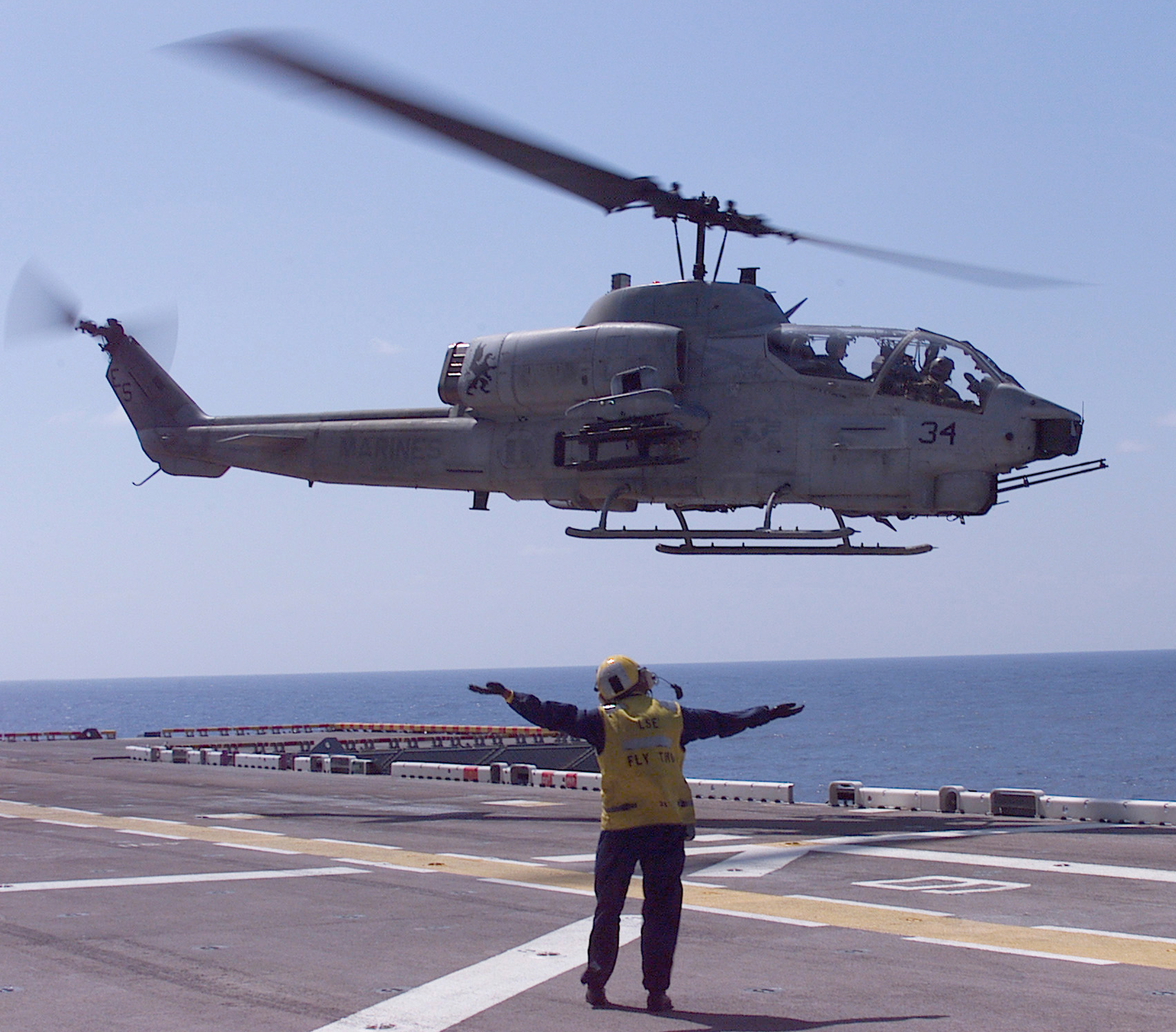
AH-1W «Супер Кобра»

- 5 апреля 2003 — AH-1W «Супер Кобра» (номер 161020, 267-я эскадрилья лёгких ударных вертолётов Корпуса морской пехоты США). Потерпел катастрофу. Оба члена экипажа погибли.
- 30 апреля 2003 — CH-53E «Супер Стэллион» (номер 162486, 465-я эскадрилья тяжёлых вертолётов Корпуса морской пехоты США). Потерпел аварию и сгорел в районе Наджафа. Экипаж не пострадал.
- 6 мая 2003 — OH-58D «Кайова» (сер. номер 94-0163, рота N 4-го батальона 3-го бронекавалерийского полка). Совершил жёсткую посадку и перевернулся возле Аль-Асад в условиях сильной запылённости и тёмное время суток. Один пилот пострадал. Вертолёт списан[2].
- 9 мая 2003 — UH-60A «Блэк Хок» (сер. номер 86-24507, 571-я медицинская рота Воздушной эвакуации Армии США). Упал в реку Тигр. Погибли 3 человека.
- 19 мая 2003 — CH-46E «Си Найт» (номер 156424, 364-я эскадрилья средних вертолётов Корпуса морской пехоты США). Упал в реку. Погибли 4 члена экипажа, ещё 1 морской пехотинец утонул при попытке спасти их.
- 28 августа 2003 — CH-47D «Чинук» (сер. номер 88-0098, рота F 159-го авиационного полка Армии США). Потерпел аварию при посадке в условиях сильной запылённости и списан. Пострадавших нет.
- 2 сентября 2003 — UH-60L «Блэк Хок» (2-й батальон 501-го авиационного полка Армии США). Перевернулся во время ночной высадки десанта юго-западнее Багдада. 1 человек погиб.
- 23 октября 2003 — AH-64D «Апач» (сер. номер 00-5219, Армия США). Потерян в результате пожара на борту во время посадки в Киркуке. Пострадавших нет.
- 25 октября 2003 — UH-60L «Блэк Хок» (сер. номер 95-26653, рота A 3-го батальона 158-го авиационного полка Армии США). Совершил аварийную посадку после поражения гранатой из РПГ возле Тикрита и сгорел. Пострадали 5 человек.
- 30 октября 2003 — AH-64D «Апач» (сер. номер 00-5211, 6-й батальон 6-го кавалерийского полка). Совершил вынужденную посадку в районе Балада после возникновения пожара на борту и сгорел. Экипаж не пострадал.
- 2 ноября 2003 — CH-47D «Чинук» (сер. номер 91-0230, рота F 106-го авиационного полка Армии США). Сбит ПЗРК «Стрела-2» в районе Фаллуджи. Погибли 16 и ранены 26 человек.
- 7 ноября 2003 — UH-60L «Блэк Хок» (сер. номер 92-26413, 5-й батальон 101-го авиационного полка Армии США). Сбит ПЗРК «Игла» в районе Тикрита. Погибли 6 человек[3].
- 15 ноября 2003 — два UH-60L «Блэк Хок» (сер. номер 93-26531, рота A 4-го батальона 101-го авиационного полка Армии США; 94-26548, 9-й батальон того же полка). Столкнулись в воздухе над Мосулом после того, как один из вертолётов совершил противозенитный манёвр, уклоняясь от огня с земли. Погибли 17 и ранены 5 человек.
- 21 ноября 2003 — OH-58D «Кайова» (сер. номер 92-0605, рота D 1-го батальона 17-го кавалерийского полка). Списан по неизвестным причинам[4].
- 11 декабря 2003 — AH-64D «Апач» (1-й батальон 101-го авиационного полка Армии США). Совершил вынужденную посадку в районе Мосула, предположительно после поражения огнём с земли, и сгорел. Экипаж не пострадал[5].

### 2004
- 2 января 2004 — OH-58D «Кайова» (сер. номер 90-0370, рота D 1-го батальона 17-го кавалерийского полка Армии США). Сбит огнём с земли возле Фаллуджи. Погиб 1 пилот.
- 8 января 2004 — UH-60 «Блэк Хок» (сер. номер 86-24488, 571-я медицинская рота Воздушной эвакуации Армии США). Сбит возле Фаллуджи. Погибло 9 человек.
- 23 января 2004 — OH-58D «Кайова» (сер. номер 93-0950, 3-й батальон 17-го кавалерийского полка Армии США). Потерпел катастрофу после взлёта в районе Мосула. Оба пилота погибли.
- 25 января 2004 — OH-58D «Кайова» (сер. номер 93-0957, 3-й батальон 17-го кавалерийского полка Армии США). Упал в реку Тигр, зацепив лопастями винта электрические провода. Оба пилота погибли.
- 25 февраля 2004 — OH-58D(R) «Кайова» (сер. номер 97-0124, 4-й батальон 3-го бронекавалерийского полка Армии США). Потерпел катастрофу западнее Багдада, по одним данным, зацепившись за электрические провода, по другим — попав под обстрел с земли. Оба пилота погибли.
- 29 марта (30?) 2004 — два AH-1W «Кобра» (номера 163947 и 164595, 775-я эскадрилья лёгких ударных вертолётов Корпуса морской пехоты США). Столкнулись в воздухе в районе Аль-Такаддум. Жертв нет, оба вертолёта списаны.
- 11 апреля 2004 — AH-64D «Апач» (сер. номер 02-5301, 1-й батальон 227-го авиационного полка Армии США). Сбит ПЗРК западнее Багдада. Оба пилота погибли.
- 13 апреля 2004 — MH-53M «Пэйв Лоу III» (сер. номер 69-5797, 20-я эскадрилья специальных операций ВВС США). Во время штурма Фаллуджи подбит выстрелом РПГ и совершил вынужденную посадку. Пострадали 3 человека, кроме того, в ходе эвакуации экипажа погиб 1 солдат. Вертолёт уничтожен для предотвращения попадания в руки противника.
- 16 апреля 2004 — CH-47D «Чинук» (сер. номер 92-0301, рота C 193-го авиационного полка Национальной гвардии Гавайев). Перевернулся в результате жёсткой посадки во время песчаной бури. Пострадавших нет, вертолёт уничтожен для предотвращения попадания в руки противника.
- 26 апреля 2004 — CH-46E «Си Найт» (номер 153389, 161-я эскадрилья средних вертолётов Корпуса морской пехоты США). Совершил жёсткую посадку, получил дополнительные повреждения в ходе эвакуации. Выведен из состава КМП и передан для реставрации в музей в связи с исторической ценностью (его пилот был удостоен Медали Почёта во Вьетнаме).
- 26 апреля 2004 — OH-58D «Кайова» (сер. номер 91-0567, рота P 4-го батальона 2-го бронекавалерийского полка Армии США). Совершил вынужденную посадку в Кут из-за проблем с двигателем и сгорел. Экипаж не пострадал.
- 19 июля 2004 — «Пума» HC.1 (сер. номер XW221, 33-я эскадрилья Королевских ВВС Великобритании). Потерпел катастрофу возле Басры из-за ошибки пилота. Погиб 1 человек и 2 ранены.
- 5 августа 2004 — UH-1N «Хьюи» (номер 160439, 166-я эскадрилья средних вертолётов Корпуса морской пехоты США). Совершил вынужденную посадку в районе Наджафа в результате боевых повреждений и впоследствии списан. Пострадали несколько человек.
- 11 августа 2004 — CH-53E «Супер Стэллион» (номер 164782, 166-я эскадрилья средних вертолётов Корпуса морской пехоты США). Потерпел катастрофу в провинции Аль-Анбар. Погибли 2 и ранены 3 человека.
- 8 сентября 2004 — CH-46E «Си Найт» (номер 153372, Корпус морской пехоты США). Разбился в провинции Аль-Анбар, возможно, в результате боевых повреждений. Пострадали 4 человека.
- 21 сентября 2004 — UH-60A «Блэк Хок» (сер. номер 87-24579, рота A 1-го батальона 244-го авиационного полка Армии США). Потерпел аварию возле Насирии. Пострадали 3 человека.
- 16 октября 2004 — два OH-58D «Кайова» (сер. номера 94-0172 и 97-0130, 1-й батальон 25-го авиационного полка Армии США). Столкнулись в воздухе возле Багдада. Погибли 2 и ранены 2 человека.
- 10 ноября 2004 — AH-1W «Супер Кобра» (номер 161021, 169-я эскадрилья лёгких ударных вертолётов Корпуса морской пехоты США). В ходе штурма Фаллуджи подбит огнём с земли и совершил вынужденную посадку. Экипаж не пострадал и эвакуирован, вертолёт позднее уничтожен силами противника.
- 9 декабря 2004 — AH-64A «Апач» (сер. номер 91-0012, рота A 1-го батальона 151-го авиационного полка Воздушной Национальной гвардии Южной Каролины) и UH-60L «Блэк Хок» (сер. номер 82-23668, рота N 4-го батальона 278-го авиационного полка). В ночных условиях на аэродроме в Мосуле «Апач» столкнулся с «Блэк Хоком», стоявшим на земле. Погибли оба члена экипажа «Апача», пострадали 4 человека на борту «Блэк Хока». Оба вертолёта потеряны.
- 15 декабря 2004 — W-3WA Sokół (вооружённые силы Польши). Потерпел катастрофу возле Кербелы из-за ошибки пилота. Погибли 3 человека и 4 ранены.

### 2005
- 26 января 2005 — CH-53E «Супер Стэллион» (номер 164536, 361-я эскадрилья тяжёлых вертолётов Корпуса морской пехоты США). Потерпел катастрофу возле сирийской границы в провинции Аль-Анбар. Погиб 31 человек. Самая тяжёлая по числу жертв авиакатастрофа за первые четыре года войны.
- 28 января 2005 — OH-58D «Кайова» (сер. номер 96-0019, 1-й батальон 7-го кавалерийского полка Армии США). Потерпел катастрофу в Багдаде, зацепив электрические провода. Оба пилота погибли.
- 21 мая 2005 — CH-47D «Чинук» (сер. номер 87-00102, рота B 4-го батальона 123-го авиационного полка Армии США). Потерпел аварию из-за отказа обоих двигателей и уничтожен для предотвращения попадания в руки противника. Пострадали 5 человек.
- 26 мая 2005 — OH-58D(I) «Кайова» (сер. номер 93-0989, 1-й батальон 17-го кавалерийского полка Армии США). Сбит огнём из стрелкового оружия возле Баакубы. Оба пилота погибли.
- 31 мая 2005 — AB-412 (вооружённые силы Италии). Потерпел катастрофу возле Насирии. Погибли 4 человека.
- 27 июня 2005 — AH-64D «Апач» (3-й батальон 3-го авиационного полка Армии США). Сбит ПЗРК севернее Таджи. Оба пилота погибли.
- 2 июля 2005 — CH-47D «Чинук» (сер. номер 85-24335, рота С 159-го авиационного полка Армии США). Сгорел на земле в Кэмп-Рамади. Пострадавших нет.
- 19 июля 2005 — AH-64D «Апач» (сер. номер 02-5319, 1-й батальон 3-го авиационного полка Армии США). Потерпел аварию возле Таджи из-за ошибки пилота. Оба пилота получили травмы, вертолёт списан.
- 12 августа 2005 — AH-64A «Апач» (сер. номер 90-0442, рота C 8-го батальона 229-го авиационного полка Армии США). Потерпел аварию в Догмат и сгорел. Оба пилота получили травмы.
- 2 ноября 2005 — AH-1W «Супер Кобра» (номер 165321, 369-я эскадрилья лёгких ударных вертолётов Корпуса морской пехоты США). Сбит огнём с земли в районе Рамади. Оба пилота погибли.
- 26 декабря 2005 — AH-64D «Апач» (сер. номер 03-5375, 1-й батальон 4-го авиационного полка Армии США). Столкнулся в воздухе с другим «Апачем» в районе Багдада. Оба пилота погибли.

### 2006
- 7 января 2006 — UH-60L «Блэк Хок» (сер. номер 91-26346, рота B 1-го батальона 207-го авиационного полка Армии США). Потерпел катастрофу возле Таль-Афара ночью в плохую погоду. Погибло 8 американских военнослужащих и 4 гражданских специалиста.
- 13 января 2006 — OH-58D «Кайова» (сер. номер 95-0021, 1-й батальон 10-го авиационного полка Армии США). Сбит в районе Мосула. Оба пилота погибли.
- 16 января 2006 — AH-64D «Апач» (сер. номер 03-5395, рота B 1-го батальона 4-го авиационного полка Армии США). Сбит из ПЗРК севернее Багдада в районе Мишада. Оба пилота погибли.
- 1 апреля 2006 — AH-64D «Апач» (4-й батальон 4-го авиационного полка Армии США). Сбит юго-западнее Багдада. Оба пилота погибли.
- 6 мая 2006 — «Линкс» AH.Mk.7 (сер. номер XZ614, 847-я эскадрилья Королевских ВМС Великобритании). Сбит ПЗРК «Игла» над Басрой, упал на жилой дом. Погибли 5 членов экипажа.
- 14 мая 2006 — AH-6M «Кейюз» (1-й батальон 160-го авиационного полка специальных операций Армии США). Сбит огнём с земли юго-западнее Багдада. Оба пилота погибли.
- 27 мая 2006 — AH-1W «Супер Кобра» (номер 164591, 169-я эскадрилья лёгких ударных вертолётов Корпуса морской пехоты США). Упал в озеро Хаббания при выполнении испытательного полёта после ремонта. Погибли 2 человека (пилот и наземный техник).
- 8 августа 2006 — UH-60 «Блэк Хок» (сер. номер 86-24535, 82-я рота Воздушной эвакуации, приписан к 3-му авиакрылу Корпуса морской пехоты США). Потерпел катастрофу в провинции Аль-Анбар. Погибло 2 человека и 4 ранено.
- 7 сентября 2006 — CH-53D «Си Стэллион» (номер предположительно 157146, 463-я эскадрилья тяжёлых вертолётов Корпуса морской пехоты США). Совершил жёсткую посадку в провинции Аль-Анбар и впоследствии списан. Жертв нет.
- 6 ноября 2006 — AH-64D «Апач» (приписан к 25-й бригаде боевой авиации Армии США). Разбился по неизвестным причинам севернее Багдада. Оба члена экипажа погибли.
- 11 декабря 2006 — CH-53E «Супер Стэллион» (номер 164785, 465-я эскадрилья тяжёлых вертолётов Корпуса морской пехоты США). Потерпел катастрофу после взлёта в провинции Аль-Анбар. Погиб 1 человек и 17 ранено.

### 2007
- 20 января 2007 — UH-60 «Блэк Хок» (рота C 1-го батальона 131-го авиационного полка Армии США ). Сбит, попав под обстрел из крупнокалиберных пулемётов и ПЗРК северо-восточнее Багдада. Погибли 12 человек, в том числе главный хирург Армии США в Ираке.
- 28 января 2007 — AH-64 «Апач» (4-й батальон 227-го авиационного полка Армии США) сбит огнём с земли во время сражения возле Наджафа. Оба пилота погибли.
- 2 февраля 2007 — AH-64D «Апач» (сер. номер 02-5337, рота A 1-го батальона 227-го авиационного полка Армии США). Сбит возле Таджи. Оба пилота погибли.
- 7 февраля 2007 — CH-46F «Си Найт» (номер 157716, 364-я эскадрилья средних вертолётов Корпуса морской пехоты США). Сбит ПЗРК возле Фаллуджи. Погибло 7 человек.
- 29 мая 2007 — OH-58D(R) «Кайова» (сер. номер 93-0978, рота B 2-го батальона 6-го кавалерийского полка Армии США). Сбит огнём из стрелкового оружия между Баакубой и Муктадией. Оба пилота погибли. Во время эвакуации останков пилотов в результате подрывов на взрывных устройствах погибли 6 американских военнослужащих.
- 2 июля 2007 — OH-58D «Кайова» (сер. номер 91-0560, 4-й батальон 7-го кавалерийского полка Армии США). Сбит огнём с земли южнее Багдада. Оба пилота спасены с незначительными травмами, вертолёт уничтожен для предотвращения попадания в руки противника.
- 4 июля 2007 — OH-58D «Кайова» (сер. номер 95-0002, 4-й эскадрон 6-го полка воздушной кавалерии Армии США). Столкнулся с линией электропередачи в Мосуле. Один пилот погиб, второй получил травмы.
- 14 августа 2007 — CH-47D «Чинук» (сер. номер 89-00171, рота B 1-го батальона 52-го авиационного полка Армии США). Потерпел катастрофу в районе базы Аль-Такаддум во время проверочного вылета после проведения регламентного обслуживания. Погибли 5 человек.
- 22 августа 2007 — UH-60L «Блэк Хок» (сер. номер 06-27077, Армия США). Потерпел катастрофу (предположительно по техническим причинам) в ночное время суток в районе Киркука. Погибли 14 человек.
- 20 ноября 2007 — «Пума» HC.1 (сер. номер ZA938, Королевские ВВС Великобритании). Потерпел катастрофу в районе Багдада. Погибли 2 человека.

### 2008
- 18 сентября 2008 — CH-47D «Чинук» (сер. номер 91-00267, роты B, 2-го батальона, 149-го авиационного полка Национальной гвардии США). Потерпел катастрофу на юге Ирака во время ночного рейса из Кувейта в Балад. Погибло 7 человек.
- 3 октября 2008 — Ми-24Д «Хинд» (49-го вертолётного авиаполка Армии Польши). Взорван сапёрами в районе Аль-Кут для предотвращения попадания в руки противника.[6]
- 15 ноября 2008 — OH-58D «Кайова» (сер. номер 94-00154, роты С, 6-го батальона, 17-го кавалерийского полка Армии США). Потерпел катастрофу на востоке Мосула, задев линию электропередач при посадке. Оба члена экипажа погибли.

### 2009
- 26 января 2009 — два OH-58D «Кайова» (сер. номера 95-00034 и 95-00077, роты В, 6-го батальона, 6 кавалерийского полка Армии США). Столкнулись в воздухе, уклоняясь от воздействия огня противника с земли. Все 4 члена экипажей погибли.
- 8 ноября 2009 — OH-58D «Кайова» (2-я эскадрилья, 6 кавалерийского полка, 25-й авиабригады, 25-й пехотной дивизии). Упал в двух километрах западнее резервной авиабазы Спайкер в провинции Салах-эд-Дин. Экипаж погиб.

### 2010
- 21 февраля 2010 — OH-58D «Кайова» (Рота С, 1-й эскадрильи, 230-го кавалерийского полка Национальной гвардии США). Упал в окрестностях авиабазы «Западная Кайяра» (англ. Qayyarah Airfield West), близ города Кайяра, в провинции Найнава на севере страны. Оба пилота погибли.
- 17 апреля 2010 — UH-60L «Блэк Хок» (сер. номер 95-26648, роты B, 3-го батальона, 158-го авиаполка Армии США). Разбился около военной базы Спайчер в 20-ти километрах от Тикрита из-за неисправности. Один военнослужащий погиб, трое получили ранения.

## Самолёты
- 23 марта 2003 — «Торнадо» GR.Mk.4A (13-я эскадрилья Королевских ВВС Великобритании). Сбит американским ЗРК «Пэтриот», при возвращении из боевого вылета. Оба члена экипажа погибли.
- 1 апреля 2003 — S-3A «Викинг» (номер 160584, 38-я противолодочная эскадрилья ВМС США). Упал в Персидский залив. Экипаж спасён.
- 1 апреля 2003 — AV-8B+ «Харриер» (номер 165391, 263-я эскадрилья средних вертолётов Корпуса морской пехоты США). Упал в Персидский залив во время посадки на палубу десантного корабля «Нассау». Пилот катапультировался и спасён.
- 1 апреля 2003 — F-14A «Томкэт» (номер 158620, 154-я истребительная эскадрилья ВМС США). Потерпел аварию на юге Ирака из-за неисправности двигателя. Оба пилота катапультировались и спасены.
- 2 апреля 2003 — F/A-18C Блок 46 «Хорнет» (номер 164974, 195-я истребительно-бомбардировочная эскадрилья ВМС США). Сбит американским ЗРК «Пэтриот» в районе Кербелы. Пилот погиб.
- 7 апреля 2003 — F-15E «Страйк Игл» (сер. номер 88-1694, 333-я истребительная эскадрилья ВВС США). Сбит с земли в районе Тикрита. Оба члена экипажа погибли.
- 8 апреля 2003 — A-10A «Тандерболт II» (сер. номер 78-0691, 190-я истребительная эскадрилья ВВС США). Сбит ЗРК «Роланд» в районе Багдада. Пилот катапультировался и спасён.
- 12 июня 2003 — F-16CG Блок 40B «Файтинг Фалкон» (сер. номер 88-0424, 421-я истребительная эскадрилья ВВС США). Потерпел аварию по техническим причинам в районе Багдада. Пилот катапультировался и спасён.
- 30 декабря 2004 — MC-130H «Комбат Тэлон II» (сер. номер 382-5054, 15-я эскадрилья специальных операций ВВС США). Списан из-за повреждений, полученных во время ночной посадки на ремонтирующуюся ВПП возле Мосула (пилоту не было сообщено о проводившемся ремонте). Пострадавших нет.
- 30 января 2005 — C-130K «Геркулес» (сер. номер XV179, Королевские ВВС Великобритании). Сбит огнём из зенитной пушки севернее Багдада. Погибли все 10 человек, находившихся на борту.
- 2 мая 2005 — два F/A-18C Блок 39/40 «Хорнет» (номера 164721 и 164732, 323-я истребительно-бомбардировочная эскадрилья Корпуса морской пехоты США). Столкнулись в воздухе над центральной частью Ирака в плохих погодных условиях. Оба пилота погибли.
- 27 ноября 2006 — F-16CG Блок 40K «Файтинг Фалкон» (сер. номер 90-0776, 524-я истребительная эскадрилья ВВС США). Потерпел катастрофу по неизвестным причинам в районе Фаллуджи. Пилот погиб.
- 11 февраля 2007 — C-130J «Геркулес» (сер. номер ZH876, Королевские ВВС Великобритании). Уничтожен после того, как получил повреждения во время ночной посадки в южной части Ирака. Пострадали 2 человека.
- 15 июня 2007 — F-16C Блок 42E «Файтинг Фалкон» (сер. номер 89-2031, 112-я истребительная эскадрилья ВВС Национальной гвардии Огайо, США). Потерпел катастрофу во время ночного боевого вылета. Пилот погиб.
- 15 июля 2007 — F-16C Блок 50P «Файтинг Фалкон» (сер. номер 92-3901, 13-я экспедиционная истребительная эскадрилья ВВС США). Разбился во время взлёта с авиабазы Балад. Пилот катапультировался и спасён.
- 7 января 2008 — F/A-18E и F/A-18F «Супер Хорнет» (сер. номера 166656 и 166632, 105-й ударной истребительной эскадрильи, 3-го авианосного авиакрыла ВМС США). Столкнулись над Персидским заливом, возвращаясь на авианосец Гарри Трумэн из боевого вылета. Все три члена экипажа спасены.
- 27 июня 2008 — C-130H «Геркулес» (сер. номер 86-0412, ВВС США). Совершил вынужденную посадку севернее Багдада и подорван силами коалиции, обломки вывезены.
- 12 ноября 2008 — F-16C Блок 50Q «Файтинг Фалкон» (сер. номер 93-0554, 55-я истребительная эскадрилья ВВС США). Уничтожен в результате пожара, возникшего на борту во время взлёта с авиабазы Балад. Пилот выжил.

## Общая статистика
По состоянию на 16 июля 2025 года в списке перечислены следующие потери:
| Вертолёты            | #  |
| OH-58                | 20 |
| AH-64                | 24 |
| UH-60                | 14 |
| CH-47                | 7  |
| CH-53/MH-53          | 7  |
| AH-1                 | 8  |
| CH-46                | 5  |
| UH-1                 | 3  |
| Пума                 | 2  |
| Си Кинг              | 2  |
| AB-412               | 1  |
| AH-6                 | 1  |
| W-3WA                | 1  |
| Линкс                | 1  |
| Ми-24                | 1  |
| Итого: 97 вертолётов |    |

| Самолёты            | # |
| F-16                | 5 |
| F/A-18              | 5 |
| C-130/MC-130        | 4 |
| A-10                | 1 |
| AV-8B               | 1 |
| F-14                | 1 |
| F-15E               | 1 |
| S-3                 | 1 |
| Торнадо             | 1 |
| Итого: 20 самолётов |   |

Эти данные не являются полными и могут меняться по мере обновления и дополнения списка.